# Домавинджер

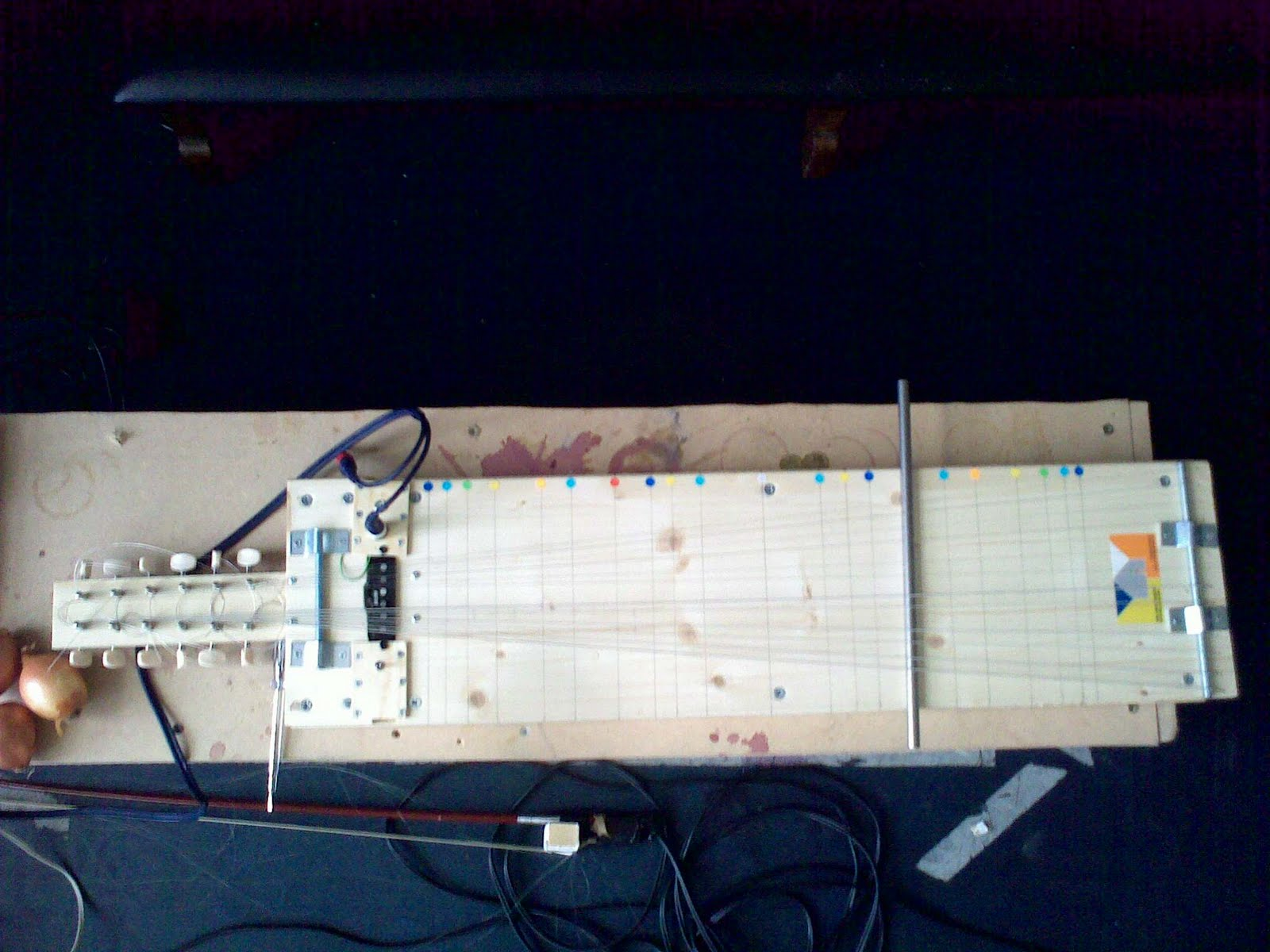

Домавинджер (Home Swinger) — электромузыкальный инструмент, по типу конструкции близкий цитре. Изобретённый в 2009 году, он используется в экспериментальной электронной и популярной музыке. 12 струн инструмента настроены по квартам.
Этот инструмент включён в постоянную коллекцию Музея Музыкальных Инструментов в Финиксе, Аризона.

## Использование
В своем распоряжении домавинджер имеют следующие музыканты Micachu, The Luyas, These Are Powers, David Holmes, A Place To Bury Strangers, Ice, Sea, Dead People, The Go!-Team, Action Beat, Jay Malhotra (Кейт Нэш), Ка́ки Кинг, Thread Pulls, Джед Фэйр, DAAU, Ex-Easter Island Head, Foot Village, Wu Fei.